# Polystichum moupinense
Polystichum moupinense är en träjonväxtart som först beskrevs av Adrien René Franchet, och fick sitt nu gällande namn av Richard Henry Beddome. Polystichum moupinense ingår i släktet Polystichum och familjen Dryopteridaceae. Inga underarter finns listade.